# Gangtok (Distrikt)

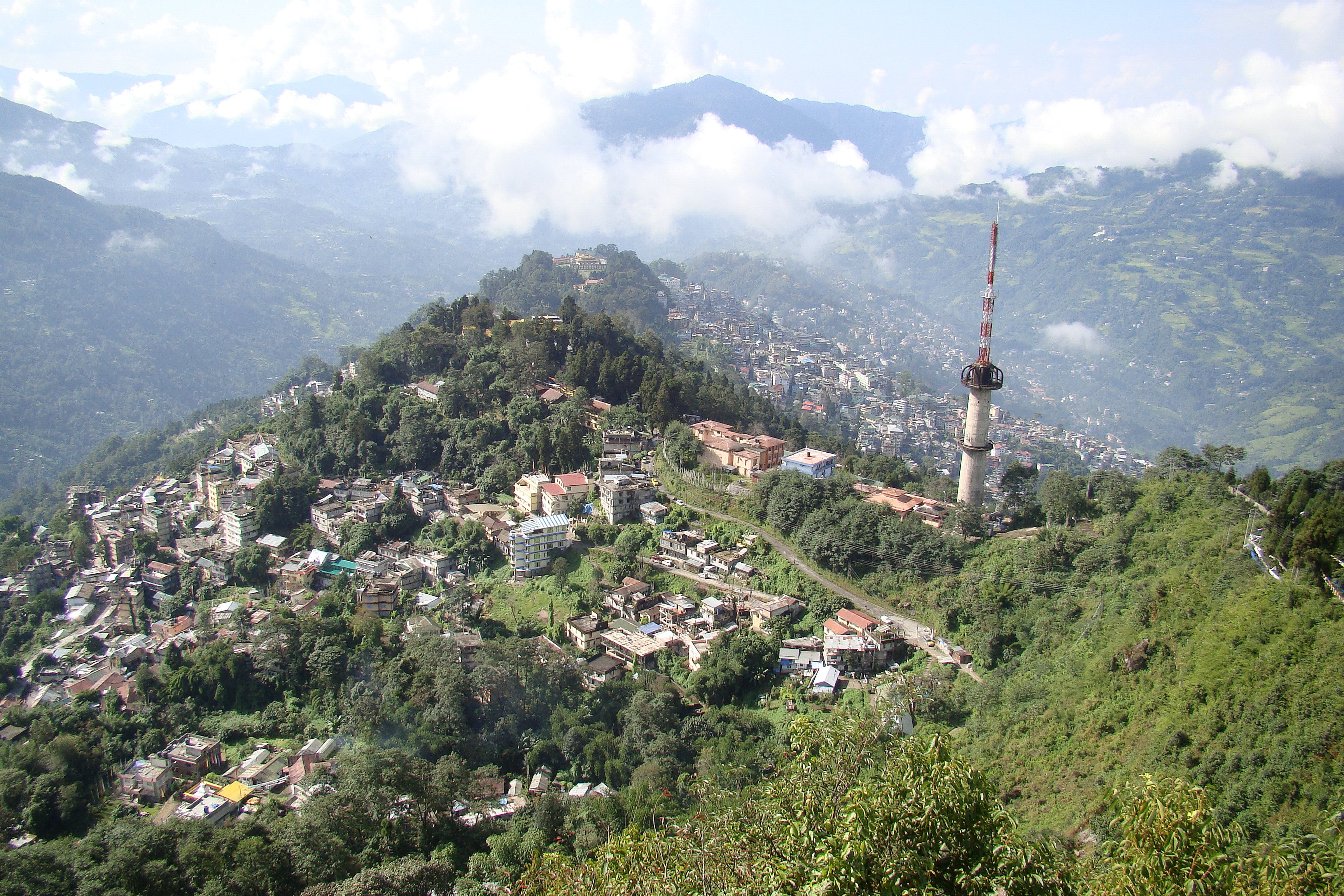
Blick auf Gangtok

Der Distrikt East Sikkim (Nepali पूर्व सिक्किम जिल्ला) war ein Distrikt im indischen Bundesstaat Sikkim. Sitz der Distriktverwaltung war Gangtok. 2001 wurde vom ehemaligen Distrikt East Sikkim der Distrikt Pakyong abgetrennt und der verbliebene Teil in Gangtok umbenannt.

## Geografie
Der Distrikt East Sikkim erstreckte sich über den Südosten des Bundesstaats Sikkim. Die Fläche betrug 954 km².
Der Distrikt grenzte im Westen an South Sikkim, im Norden an North Sikkim, im Nordosten an Tibet (VR China), im Südosten an Bhutan sowie im Süden an den Distrikt Darjeeling (Bundesstaat Westbengalen). Das Gebiet umfasste das Bergland südlich des Hochhimalaya und wurde vom Flusstal der Tista im Westen begrenzt. Im südlichen Distriktbereich lag das Flusstal des Rangpo Chhu.

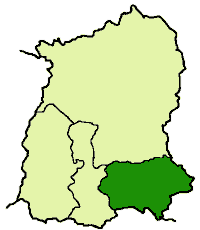
Lage von East Sikkim im Bundesstaat Sikkim (2005)

## Bevölkerung
Gemäß der Volkszählung 2011 hatte der Distrikt East Sikkim 283.583 Einwohner. Bei 297 Einwohnern pro Quadratkilometer war der Distrikt dicht besiedelt. Der Distrikt war überwiegend ländlich geprägt. Von den 283.583 Bewohnern wohnten 161.096 Personen (56,81 %) auf dem Land und 122.487 Menschen in städtischen Gemeinden.
Der Distrikt East Sikkim gehörte zu den Gebieten Indiens, die stark von Angehörigen der „Stammesbevölkerung“ (scheduled tribes) besiedelt waren. Zu ihnen gehörten (2011) 78.436 Personen (27,66 Prozent der Distriktsbevölkerung). Zu den Dalit (scheduled castes) gehörten 2011 15.305 Menschen (5,40 Prozent der Distriktsbevölkerung).

### Bevölkerungsentwicklung
Wie überall in Indien wuchs die Einwohnerzahl im Distrikt East Sikkim über Jahrzehnte stark an. Die Zunahme betrug in den Jahren 2001–2011 fast 16 Prozent (15,73 %). In diesen zehn Jahren nahm die Bevölkerung um über 38.000 Menschen zu. Die Entwicklung verdeutlicht folgende Tabelle:

### Bedeutende Orte
Im Distrikt gab es mit dem Distrikthauptort Gangtok und mit Rangpo zwei Orte mit mehr als 10.000 Einwohnern. Statistisch gesehen galten die zwei Siedlungen Rhenak und Singtam ebenfalls als Städte (notified towns).

### Bevölkerung des Distrikts nach Geschlecht
Der Distrikt hatte – für Indien üblich – stets mehr männliche als weibliche Einwohner. Der Männerüberschuss lag selbst für indische Verhältnisse weit über dem Durchschnitt. Doch in den 2010er Jahren sank der Männerüberschuss wieder. Bei den jüngsten Bewohnern (unter 7 Jahren) lagen die Anteile bei 51,02 % männlichen zu 48,98 % weiblichen Geschlechts.
| Verteilung der Bevölkerung nach Geschlecht im Distrikt East Sikkim |                   |                   |                   |                   |                   |                   |                   |                   |                   |                   |                   |                   |
|                                                                    | Volkszählung 1961 | Volkszählung 1961 | Volkszählung 1971 | Volkszählung 1971 | Volkszählung 1981 | Volkszählung 1981 | Volkszählung 1991 | Volkszählung 1991 | Volkszählung 2001 | Volkszählung 2001 | Volkszählung 2011 | Volkszählung 2011 |
| Anzahl                                                             | Anteil            | Anzahl            | Anteil            | Anzahl            | Anteil            | Anzahl            | Anteil            | Anzahl            | Anteil            | Anzahl            | Anteil            |                   |
| GESAMT                                                             | 56.704            | 100 %             | 85.621            | 100 %             | 138.762           | 100 %             | 178.452           | 100 %             | 245.040           | 100 %             | 283.583           | 100 %             |
| Männer                                                             | 30.091            | 53,07 %           | 47.817            | 55,85 %           | 77.232            | 55,66 %           | 95.986            | 53,79 %           | 132.917           | 54,24 %           | 151.432           | 53,40 %           |
| Frauen                                                             | 26.613            | 46,93 %           | 37.804            | 44,15 %           | 61.530            | 44,34 %           | 82.466            | 46,21 %           | 112.123           | 45,76 %           | 132.151           | 46,60 %           |

### Bevölkerung des Distrikts nach Sprachen
Die Bevölkerung des Distrikts East Sikkim war sprachlich gemischt. Eine klare Mehrheit sprach allerdings Nepali. Den drei stärksten Sprachgruppen Nepali, Hindi und Bhotia gehörten aber fast 83 Prozent der Einwohnerschaft an. In der Sub-Division Gangtok sprachen 137.291 Personen (62,56 Prozent der Bewohner) Nepali, 21.934 Personen, (9,99 Prozent der Bewohner) Hindi, 18.910 Personen (8,62 Prozent der Bewohner) Bhotia, 8.390 Personen (3,82 Prozent der Bewohner) Lepcha, 5.490 Personen (2,50 Prozent der Bewohner) Bhojpuri (Hindi-Sprache), 2.771 Personen (1,26 Prozent der Bewohner) Tamang und 2.106 Personen (0,96 Prozent der Bewohner) Limbu. In der Sub-Division Pakyong sprachen 26.710 Personen (73,40 Prozent der Bewohner) Nepali, 3.180 Personen (8,74 Prozent der Bewohner) Bhotia, 1.331 Personen (3,66 Prozent der Bewohner) Tamang, 1.257 Personen (3,45 Prozent der Bewohner) Limbu und 896 Personen (2,46 Prozent der Bewohner) Hindi. In der Sub-Division Rongli sprachen 22.000 Personen (79,30 Prozent der Bewohner) Nepali, 1.651 Personen (5,95 Prozent der Bewohner) Hindi, 1.018 Personen (3,67 Prozent der Bewohner) Bhotia, 565 Personen (2,04 Prozent der Bewohner) Rai und 564 Personen (2,03 Prozent der Bewohner)
Bhojpuri. Die am weitesten verbreiteten Sprachen zeigt die folgende Tabelle:
| Jahr                                   | Nepali  | Nepali | Hindi  | Hindi | Bhotia | Bhotia | Lepcha | Lepcha | Bhojpuri | Bhojpuri | Bengali | Bengali | Tamang | Tamang | Limbu | Limbu | Sherpa | Sherpa | Rai   | Rai  | Tibetisch | Tibetisch | Gesamt  | Gesamt   |
| Jahr                                   | Zahl    | %      | Zahl   | %     | Zahl   | %      | Zahl   | %      | Zahl     | %        | Zahl    | %       | Zahl   | %      | Zahl  | %     | Zahl   | %      | Zahl  | %    | Zahl      | %         | Zahl    | %        |
| -------------------------------------- | ------- | ------ | ------ | ----- | ------ | ------ | ------ | ------ | -------- | -------- | ------- | ------- | ------ | ------ | ----- | ----- | ------ | ------ | ----- | ---- | --------- | --------- | ------- | -------- |
| 2011                                   | 186.001 | 65,59  | 24.481 | 8,63  | 23.108 | 8,15   | 9.666  | 3,41   | 6.390    | 2,25     | 4.699   | 1,66    | 4.221  | 1,49   | 3.641 | 1,28  | 3.240  | 1,14   | 2.104 | 0,74 | 1.455     | 0,51      | 283.583 | 100,00 % |
| Quelle: Ergebnis der Volkszählung 2011 |         |        |        |       |        |        |        |        |          |          |         |         |        |        |       |       |        |        |       |      |           |           |         |          |

### Bevölkerung des Distrikts nach Bekenntnissen
Eine klare Mehrheit der Bewohner waren Hindus (Hindi, Mehrheit bei den Limbu und Nepali). Buddhisten (Bhotia, Mehrheiten bei den Lepcha und Tamang) und Christen (Minderheiten bei den Bhotia, Lepcha, Limbu und Tamang) waren bedeutende religiöse Minderheiten. Zu den kleineren religiösen Minderheiten zählten Sikhs und Muslime. Die genaue religiöse Zusammensetzung der Bevölkerung zeigt folgende Tabelle:
| Jahr                                   | Buddhisten | Buddhisten | Christen | Christen | Hindus  | Hindus | Jainas | Jainas | Muslime | Muslime | Sikhs | Sikhs | Andere | Andere | keine Angaben | keine Angaben | Gesamt  | Gesamt   |
| Jahr                                   | Zahl       | %          | Zahl     | %        | Zahl    | %      | Zahl   | %      | Zahl    | %       | Zahl  | %     | Zahl   | %      | Zahl          | %             | Zahl    | %        |
| -------------------------------------- | ---------- | ---------- | -------- | -------- | ------- | ------ | ------ | ------ | ------- | ------- | ----- | ----- | ------ | ------ | ------------- | ------------- | ------- | -------- |
| 2011                                   | 72.455     | 25,55      | 23.398   | 8,25     | 177.910 | 62,74  | 214    | 0,08   | 6.198   | 2,19    | 861   | 0,30  | 1.726  | 0,61   | 821           | 0,29          | 283.583 | 100,00 % |
| Quelle: Ergebnis der Volkszählung 2011 |            |            |          |          |         |        |        |        |         |         |       |       |        |        |               |               |         |          |

## Bildung
Dank bedeutender Anstrengungen war die Alphabetisierung in den letzten Jahrzehnten stark gestiegen. Im städtischen Bereich konnten fast 90 Prozent der Einwohnerschaft lesen und schreiben. Auf dem Land konnten immerhin vier von fünf Personen lesen und schreiben. Typisch für indische Verhältnisse waren die starken Unterschiede zwischen den Geschlechtern und der Stadt-/Landbevölkerung.
| Alphabetisierung im Distrikt East Sikkim |                   |                   |
| Einheit                                  | Volkszählung 2011 | Volkszählung 2011 |
| Einheit                                  | Anzahl            | Anteil            |
| GESAMT                                   | 214.329           | 83,85 %           |
| Männer                                   | 121.345           | 88,47 %           |
| Frauen                                   | 92.984            | 78,50 %           |
| STADT GESAMT                             | 98.438            | 88,90 %           |
| Stadt-Männer                             | 53.844            | 92,50 %           |
| Stadt-Frauen                             | 44.594            | 84,91 %           |
| LAND GESAMT                              | 115.891           | 79,99 %           |
| Land-Männer                              | 67.501            | 85,50 %           |
| Land-Frauen                              | 48.390            | 73,40 %           |
| Quelle: Ergebnis der Volkszählung 2011   |                   |                   |

## Verwaltungsgliederung
Der Distrikt war bei der letzten Volkszählung 2011 in drei Sub-Divisions aufgeteilt, nämlich in Gangtok, Pakyong und Rongli.
| Bevölkerung in den Sub-Divisions |         |         |         |         |        |         |
|                                  | Gangtok | Gangtok | Pakyong | Pakyong | Rongli | Rongli  |
| Anzahl                           | Anteil  | Anzahl  | Anteil  | Anzahl  | Anteil |         |
| GESAMT                           | 219.450 | 100 %   | 36.392  | 100 %   | 27.741 | 100 %   |
| Männer                           | 118.229 | 53,88 % | 18.795  | 51,65 % | 14.408 | 51,94 % |
| Frauen                           | 101.221 | 46,12 % | 17.597  | 48,35 % | 13.333 | 48,06 % |
| Stadt                            | 116.604 | 53,13 % | 0       | 0 %     | 5.883  | 21,21 % |
| Land                             | 102.846 | 46,87 % | 36.392  | 100 %   | 21.858 | 88,79 % |